# Лёгкие крейсера типа «Эмеральд»
Лёгкие крейсера типа «Эмеральд» — тип лёгких крейсеров Королевского военно-морского флота Великобритании 1920-х годов. Стали развитием типа «Даная» и британским ответом на германские лёгкие крейсера типа «Бруммер». Всего было заказано 3 единицы, построено 2: «Эмеральд» (Emerald), «Энтерпрайз» (Enterprise).

## История создания
Новые британские крейсера предназначались для разведки при эскадрах линейных кораблей и лидирования минно-торпедных соединений (как «Аретьюза» и её потомки), а также должны были выполнять самостоятельные задачи, действуя на океанских коммуникациях против рейдеров противника или сопровождая конвои (как Тауны). Поэтому особое внимание при проектировании уделялось мореходности. Для улучшения мореходных качеств, а также для снижения заливаемости носовых орудий и носовых палубных конструкций при плавании в открытом море потребовалось удлинить полубак и увеличить высоту надводного борта.

## Конструкция
Благодаря усовершенствованиям конструкции крейсера типа Е хорошо всходили на волну и заслужили репутацию «сухих», чем отличались от ранних британских лёгких крейсеров. Удлиненный полубак с увеличенной высотой надводного борта повышался на всей своей длине, в отличие от крейсеров типа D полубак которых имел подъём только в носовой части.
В качестве силовой установки была выбрана компактная 40 000-сильная установка самых современных на тот момент лидеров типа «Шекспир», которые имели высокую скорость. В соответствии с большим водоизмещением крейсеров состав оборудования этой установки был удвоен, а для его размещения на кораблях впервые использовали эшелонную схему расположения, при которой котельные и машинные отделения двумя группами располагались одна за другой.

### Энергетическая установка
Турбозубчатые агрегаты (ТЗА) суммарной проектной мощностью 80 000 л. с. состояли из паровых турбин низкого и высокого давления и были поставлены для крейсера HMS Emerald компанией Wal-Isend Slipway and Engineering Company, Ltd., а для крейсера HMS Enterprise — строившей корабль компанией John Brown Shipbuilding and Engineering Works Company, Ltd., Clyde-bank, Glasgow. Турбины располагались в машинных отделениях парами и были сопряжены с гребными валами посредством одноступенчатого редуктора. Внешняя пара винтов вращалась турбинами носового машинного отделения, внутренняя — турбинами кормового.
Нормальный запас топлива составил 650 тонн, а максимально крейсера могли принимать до 1745—1750 тонн нефти. Благодаря увеличению запаса топлива дальность плавания крейсеров на скорости хода близкой к максимальной составила 1350 миль, на скорости 20 узлов — 3850 миль. Максимальная дальность плавания 8000 миль достигалась на скорости 15 узлов.
Проектная скорость составляла 33 узла при лёгком и 32 при полном водоизмещении.
Для «Эмеральд» лёгкое водоизмещение составляло 7312 дл. тонны, стандартное 7550, нормальное 8100 и и полное 9540 дл. тонн. На проходивших в ноябре 1925 года в Английском канале ходовых испытаниях HMS Emerald на мерной миле при водоизмещении 8200 дл. т и мощности машин 80 450 л. с. развил скорость 32,9 узла.

## Вооружение

### Артиллерийское вооружение
Крейсера вооружались семью 152-мм орудиями BL Mk XII с длиной ствола 45 калибров. Проектом предусматривалось их установка на станках CPXIV с центральным штырем и броневыми щитами толщиной 25,1 мм. Пять из семи орудий главного калибра должны были располагаться в диаметральной плоскости (по два линейно-возвышенно в носу и в корме, одно — за кормовой дымовой трубой), а два оставшихся разместились побортно на возвышенной платформе за средней дымовой трубой. Однако в ходе длительного достроечного периода было принято решение вооружить согласно проекта только крейсер HMS Emerald, а на HMS Enterprise вместо носовой пары одноствольных установок была смонтирована двухорудийная экспериментальная башенная установка MkXVII.
Угол вертикальной наводки орудий составлял от −5° до +40°, при этом дальность стрельбы могла достигать 19 660 м, скорострельность от 5 до 7 выстрелов в минуту. Наводка и заряжание орудий производились вручную. В качестве боеприпасов применялись бронебойные снаряды типа CPBC 2crh весом 45,36 кг, полубронебойные типа CPC 4crh весом 45,3 кг и фугасные двух типов: HE 4crh весом 45,3 кг и HE 6crh 50,8 кг. Метательный заряд стандартный 12,3 кг SC 122 или усиленный 15,54 кг SC 150, начальное давление при выстреле 3150 кг/см². Боекомплект на один ствол составлял 240 для носовых орудий или 215 — для остальных.
Все установки главного калибра обеспечивалась отдельными погребами боезапаса, исключением были бортовые орудия, общий погреб которых находился между котельным отделением X и носовым машинным отделением. Подача боеприпасов осуществлялась лотковыми подъёмниками. Вершины подъёмников были оснащены пламегасителями, чтобы предотвратить распространение огня.
Предполагалось в качестве зенитного вооружения на крейсерах установили по два 102-мм орудия QF Mark V с длиной ствола 45 калибров на одноствольных открытых зенитных станках HA Mark III. В период строительства их количество было увеличено до трех. Два орудия располагалась побортно на устроенных позади кормового поста управления стрельбой платформах шельтердека, а третье монтировалось в конце кормового шельтердека за 152-мм орудием в позиции «X». Выстрелы к нему — унитарные патроны с фугасными и зенитно-шрапнельными снарядами, из расчёта 100 (150) выстрелов на ствол. Наводка и заряжание орудий производились вручную. Скорострельность составляла до 14 выстрелов в минуту, угол вертикальной наводки от −5° до +80°, дальность стрельбы — 15 020 м, потолок — 9450 м.
Из-за увеличения количества крупнокалиберных зениток вместо трёх установили два 40-мм зенитных автомата Vickers QF 2 pounder Mark II и восемь 7,69-мм пулемётов Lewis. На крейсере HMS Emerald 40-мм автоматы размещались на крыльях носовой надстройки, на HMS Enterprise — на коротком носовом шельтердеке. В их боезапас входили унитарные осколочно-фугасные патроны типа HE в брезентовых лентах из расчета 800 выстрелов на ствол. Темп стрельбы составлял 200 выстрелов в минуту. Практическая скорострельность автоматов составляла 75 выстрелов в минуту при максимальной дальности стрельбы 3475 м. Угол вертикальной наводки от −5° до +80°.

### Минно-торпедное вооружение
Торпедное вооружение крейсеров составляли четыре 533-мм поворотных трехтрубных аппарата DRIII с расположением труб треугольником. Они размещались парами побортно на верхней палубе перед кормовой трубой и на уровне грот-мачты. В боекомплект входили 533-мм торпеды MkV с зарядом ВВ 227 кг и дальностью 13 км на ходу 25 узлов.

## Служба
«Эмеральд» — заложен 23 октября 1918 г., спущен 29 мая 1920 г., вошёл в строй 15 января 1926 г.
«Энтерпрайз» — заложен 28 июня 1918 г., спущен 23 декабря 1919 г., вошёл в строй 7 апреля 1926 г.